# Коммунистическая партия иностранных рабочих и крестьян Туркестана
Коммунистическая партия иностранных рабочих и крестьян Туркестана (Коммунистическая партия иностранных коммунистов). Возникла в августе 1918 г. в Ташкенте и Самарканде. В январе 1920 года вошла в состав крайкома Коммунистической партии Туркестана.

## Создание партии
Первые ячейки иностранных коммунистов из числа военнопленных и иностранных рабочих членов Коммунистической партии Туркестана образовались летом 1918 года в Ташкенте и Самарканде. Большинство вошедших в ячейки коммунистов были членами Ташкентского комитета иностранных подданных и комитетов лагерей военнопленных. Созданию ячеек способствовали прибывшие с Оренбургского фронта в Ташкент представители Федерации иностранных групп РКП(б) в августе 1918.
В августе 1918 года организации иностранных коммунистов объединились в компартию (280 человек, из них 160 человек военнослужащих Красной Армии), которая являлась составной частью КП Туркестана. Избирается Временный совет партии.

## 1-я партийная конференция
В декабре 1918 года, в Ташкенте проходит 1-я краевая конференция иностранных коммунистов. Численность партии составила 2200 членов, объединенных в 43 организациях. На конференции был утвержден временный Устав партии, избран Краевой комитет партии, в состав которого вошли Ф. Фаглер (председатель), С. Тейхнер, М. Шпитцер и др.
Печатный орган Крайкома стала газета «Свобода народов» (на немецком, венгерском, чешском, сербском, хорватском, румынском языках).
Работа крайкома осуществлялась под контролем Крайкома КПТ и Федерации иностранных групп РКП(б).

## 2-я партийная конференция
В марте 1918 года, в Ташкенте проходит 2-я конференция иностранных коммунистов. Конференция представляла 3700 членов партии, объединённых в 14 организациях. Конференция приняла доработанный Устав партии, избрала новый Крайком (пред. Г. Свобода).
В апреле 1919 Крайком партии проводит партийную мобилизацию в Красной Армию (около 1 тысячи человек).
Летом 1919 прошла перерегистрация членов партии. Проведена партийная чистка.

## 3-я партийная конференция
3-я конференция иностранных коммунистов состоялась в Ташкенте в октябре 1919. Конференция представляла 1500 членов партии, объединенных в 24 организации. Был избран крайком (председатель Й. Габор).
В декабре 1919 года в партии состояло 2530 членов, из них 2240 в составе Красной Армии.

## Объединение с КПТ
В ноябре 1919 на совместном заседании Турккомиссни ВЦИК и СНК РСФСР, Крайкома КПТ, мусульманского бюро КПТ (Мусбюро) и Крайкома иностранных коммунистов было решено объединить 3 партийных центра КПТ в один, что и было выполнено на 5-й конференции КПТ (январь 1920). В избранный конференцией Крайком КПТ вошли и представители иностранных коммунистов — Г. Свобода, Й. Габор, М. Субхи.
Работу среди иностранных коммунистов возглавили национальные отделы агитации и пропаганды при местных комитетах КПТ под руководством национального бюро при ЦК КПТ.